# Tung-Chieh Chuang
Tung-Chieh Chuang (chinesisch 莊東杰, geb. 16. September 1982 in Taiwan) ist ein taiwanesischer Dirigent und war 2015 Gewinner des Nikolai-Malko-Wettbewerbs. Er ist Generalmusikdirektor der Bochumer Symphoniker.

## Leben
Chuangs Vater unterrichtet Waldhorn an der Kunstakademie von Taipeh, seine Mutter unterrichtet Cello, ein jüngerer Bruder spielt Waldhorn im Konzerthausorchester Berlin. Chuang studierte an der Purdue University, dem Curtis Institute of Music und der Hochschule für Musik „Franz Liszt“ in Weimar. Er studierte unter anderem bei Otto-Werner Mueller, Nicolás Pasquet und Markus L. Frank.
Als Gastdirigent arbeitete er unter anderem beim Deutschen Symphonie-Orchester Berlin, WDR Sinfonieorchester, MDR Sinfonieorchester Leipzig, Tonkünstler-Orchester Niederösterreich, Danish National Symphony Orchestra, Helsinki Philharmonic Orchestra, BBC Symphony Orchestra, Seoul Philharmonic Orchestra, Shanghai Symphony Orchestra und Auckland Philharmonia.
Mit Beginn der Saison 2021/22 wurde er als Nachfolger von Steven Sloane Generalmusikdirektor der Bochumer Symphoniker und Intendant des Anneliese Brost Musikforums. Er war schon im April 2018 zu Gast bei den Bochumer Symphonikern gewesen. Bereit im Juli 2024 kündigte Chuang für 2026, nach dem Ende seines Vertrages, seinen Abschied vom Bochumer Haus an.
Chuang ist verheiratet und hat eine Tochter.

## Ehrungen und Auszeichnungen
- 2015 Nikolai-Malko-Wettbewerb – Gewinner des ersten Preises und des Sonderpreises „Vienna Philharmonic Invitation“.[5]
- 2015 Sir Georg Solti International Conductors Competition – zweiter Preis und Publikumspreis (erster Preis nicht vergeben)[6]
- 2013 Bamberger Symphoniker Gustav-Mahler-Dirigierwettbewerb – Zweiter Preis[7]
- 2012 Jeunesses Musicales Bukarest Internationaler Dirigierwettbewerb – dritter Preis[8]